# 长征18号核潜艇
长征18号核潜艇，正式名称为中国人民解放军海军长征18号艇（舷号：421），是隶属于中国人民解放军海军南海舰队的一艘核动力弹道导弹潜艇。
2021年4月23日长征18号在三亚军港入列。习近平出席了它的入列仪式。
2022年9月29日，中央电视台国防军事频道播出了长征18号艇艇长张晓鹏的专题报道。